# ダーティー大和
ダーティー大和（ダーティーやまと、本名:瀧本典子、1967年1月4日 - ）は、日本の元女子プロレスラー。神奈川県大和市出身。身長160cm、体重54kg。血液型はO型。

## 来歴
1986年8月17日、後楽園ホールでのvs伊藤勇気戦にてデビュー。サングラスで登場した。ジャパン女子プロレスに所属していたが怪我で長期欠場、同団体を去ったが
1992年オリエンタルプロレスリングにてカムバック。
ジャパン女子プロレス時代に｢敗者髪切りバトルロイヤル」にて敗戦。坊主頭になったことがある。

## 得意技
- 卍固め
- ミサイルキック